# Лямбда Возничего
Лямбда Возничего (λ Возничего, Lambda Aurigae, сокращ. lam Aur, λ Aur) — звезда в северном созвездии Возничий. Звезда имеет видимую звёздную величину 4.71m, и, согласно шкале Бортля, видна невооружённым глазом на пригородном небе.
Из измерений параллакса, полученных во время миссии Hipparcos, известно, что звезда удалена примерно на 41,2 св. лет (12,63 пк) от Солнца. Звезда наблюдается севернее 50° ю. ш., то есть практически на всей территории обитаемой Земли, за исключением приполярных областей Антарктиды. Лучшее время наблюдения — декабрь.

## Имя звезды
λ Aurigae — (латинизированный вариант лат. Lambda Aurigae) является обозначением Байера. У звезды также имеется обозначение данное Флемстидом — 15 Aurigae.
Звезда, возможно, была названа «Аль Хурр», что означает «олень» по-арабски. λ Возничего, наряду с µ Возничего и ρ Возничего входила в астеризм «Палатка» англ. Al Ḣibāʽ (араб. ألحباع‎), как это было приведено у Казвини. Согласно каталогу звёзд в Техническом меморандуме 33-507 — сокращённый каталог звёзд, содержащий 537 названных звёзд — Al Ḣibāʽ был названием для трёх звёзд: λ Возничего как Al Ḣibāʽ I, µ Возничего как Al Ḣibāʽ II и σ Возничего как Al Ḣibāʽ III.
В китайской астрономии, звезда относится к созвездию «Сеть» и астеризму 咸池 (Xián Chí), что означает «Область Гармонии» (англ. Pool of Harmony), состоящему из Лямбда Возничего, Ро Возничего и HD 36041. Следовательно, сама Лямбда Возничего известна как 咸池三 (Xián Chí sān, англ. the Third Star of Pool of Harmony — «Третья звезда Области Гармонии»).

## Свойства звезды
Лямбда Возничего — жёлтый карлик спектрального типа G1V, что указывает на то, что звезда использует водород в своём ядре в качестве ядерного «топлива». По составу звезда очень похожа на Солнце, а по массе и радиусу немного больше. Звезда имеет поверхностную гравитацию 4,02 СГС или 104,7 м/с2, то есть почти в три раза меньше, чем на Солнце (274,0 м/с2. Она на 73 % ярче Солнца и излучает энергию со своей внешней атмосферы при эффективной температуре около 5890 К, что придаёт ей желтоватый оттенок звезды G-типа.
Для того чтобы планета, аналогичная нашей Земле, получала примерно столько же энергии, сколько она получает от Солнца, её надо было бы поместить на расстоянии 1,35 а.е. (то есть несколько ближе Марса, чей радиус орбиты равен 1,56 а.е.). Причём с такого расстояния Лямбда Возничего выглядела бы на 25 % меньше нашего Солнца, каким мы его видим с Земли — 0,75° (угловой диаметр нашего Солнца — 0,5°).
Лямбда Возничего имеет низкий уровень поверхностной активности и находится в состоянии аналогичным минимуму Маундера на Солнце, возможно, в результате большого возраста (звезды, становясь старше, вращаются медленнее, в результате магнитного торможения).
Вращаясь с экваториальной скоростью 2 км/с (то есть со скоростью практически равной солнечной), этой звезде требуется порядка 35 дней, чтобы совершить полный оборот. В результате сочетания массы (на 7 % больше чем у Солнца) и светимости (поскольку звезды главной последовательности по мере увеличения возраста становится ярче), возраст Лямбда Возничего можно оценить в 6,2 млрд. лет (то есть на 1,7 млрд. лет старше Солнца). Учитывая теоретическое время жизни звезды в 8 млрд. лет, звезде, хотя в настоящее время она и остаётся настоящим карликом, осталось не так много времени, чтобы закончить ядерный синтез и стать настоящим субгигантом, как и всем звёздам её класса.
У звезды не обнаружено каких-либо планет, по крайней мере пока, хотя сама Лямбда Возничего, в некоторой степени, богата металлами (звезды, имеющие планеты, имеют тенденцию иметь больше металлов), а содержание железа (относительно водорода) на 15 % больше, чем у Солнца. Большинство других химических элементов также довольно велико, хотя азот и углерод несколько подавлены.
Лямбда Возничего была исследована на наличие избыточного инфракрасного излучения, которое может указывать на наличие околозвёздного диска из пыли, но никакого существенного избытка не наблюдалось. Звезда является возможным членом движущейся группы звёзд Эпсилон Индейца, члены которой имеют общее движение в пространстве. Компоненты пространственной скорости для этой звезды [U,V,W] = [+76,-39,-6] км/с, то есть во много раз больше, чем у окружающих Солнце звёзд.

## Кратность звезды
Двойственность звезды открыл В. Я. Струве в 1836 году (современный компонент AD). Согласно Вашингтонскому каталогу визуально-двойных звёзд, параметры этих компонентов приведены в таблице:
| Компонент | Год  | Количество измерений | Позиционный угол | Угловое расстояние | Видимая звёздная величина 1 компонента | Видимая звёздная величина 2 компонента |
| AB        | 1900 | 1                    | 274°             | 29.1               | 4.71m                                  | 13.4m                                  |
| AC        | 1879 | 5                    | 198°             | 40.5               | 4.71m                                  | 12.1m                                  |
| AC        | 1934 | 5                    | 268°             | 41.7               | 4.71m                                  | 12.1m                                  |
| AD        | 1836 | 16                   | 29°              | 103.5              | 4.71m                                  | 8.6m                                   |
| AD        | 1921 | 16                   | 2°               | 146.6              | 4.71m                                  | 8.6m                                   |
| AE        | 1911 | 1                    | 60°              | 168.8              | 4.8m                                   | —                                      |
| CB        | 1934 | 1                    | 351°             | 27.2               | 12.1m                                  | 13.4m                                  |
| DE        | 1912 | 1                    | 113°             | 145.6              | 8.6m                                   | —                                      |

Однако, у звезды, похоже, нет спутников. Хотя в таблице и перечислено четыре спутника (14-й величины Лямбда Возничего B на расстоянии 29.1", 13-й величины Лямбда Возничего C на расстоянии 41.7" и 9-й величины Лямбда Возничего D и E на расстояниях 146.6" и 168.8"), их движения показывают, что эти звёзды движутся очень быстро, и, скорее всего, они не имеют гравитационной связи с Лямбда Возничего, то есть все они находится на линии прямой видимости. Само движение Лямбда Возничего, тем не менее, показывает, что звезда это посетитель из другой части Галактики, так как звезда движется с огромной скоростью 76 км/с относительно Солнца, что почти в пять раз больше, чем у местных звёзд Галактического диска.

## Ближайшее окружение звезды
Следующие звёздные системы находятся на расстоянии в пределах 20 световых лет от системы Лямбда Возничего (включены только: самая близкая звезда, самые яркие (<6,5m) и примечательные звёзды). Их спектральные классы приведены на фоне цвета этих классов (эти цвета взяты из названий спектральных типов и не соответствуют наблюдаемым цветам звёзд):
| Звезда         | Спектральный класс | Расстояние, св. лет |
| Капелла        | G 5 III            | 4.41                |
| HD 29697       | K3 V               | 15.64               |
| Йота Персея    | G0 V               | 17.5                |
| Глизе 176      | M2.5e V            | 17.59               |
| Хи¹ Ориона     | G0 V               | 18.07               |
| Пси5 Возничего | G0 V               | 18.57               |
| 111 Тельца     | F8e V              | 18.71               |
| HD 21809       | G5 V?              | 19.11               |
| Тета Персея    | F7 V               | 19.78               |

Рядом со звездой, на расстоянии 20 световых лет, есть ещё порядка 25 красных, оранжевых и жёлтых карликов спектрального класса M, K, G и 2 белых карлика, которые в список не попали.